# Bunaeopsis nigericola
Bunaeopsis nigericola är en fjärilsart som beskrevs av Embrik Strand 1916. Bunaeopsis nigericola ingår i släktet Bunaeopsis och familjen påfågelsspinnare. Inga underarter finns listade i Catalogue of Life.